# Bluffton (Georgia)
Bluffton – miasto w Stanach Zjednoczonych, w stanie Georgia, w hrabstwie Clay.